# Canada Masters
A Canada Masters minden év augusztusában megrendezett tenisztorna Kanadában. Jelenlegi hivatalosan szponzorált neve Rogers Cup.
A férfiak versenye része az ATP World Tour Masters 1000-nek, tehát a négy Grand Slam-torna és az év végi ATP World Tour Finals után a legfontosabb versenyek közé tartozik. A nők WTA-versenye Premier 5 kategóriájú. Mindkét nem egyéni versenyén 48 játékos szerepel a főtáblán, az első nyolc kiemeltnek nem kell játszania az első körben. A mérkőzéseket szabadtéri kemény borítású pályákon játsszák. A férfiak összdíjazása 3 218 700, a nőké 2 168 400 dollár.
A két versenyt egymás utáni hetekben szokták rendezni, az egyiket Montréalban, a Stade Uniprixben, a másikat Torontóban, a Rexall Centreben. Páratlan években a férfiak játszanak Montréalban, a nők Torontóban, páros években pedig fordítva. 2012-ben kivételesen ugyanazon a héten került sor mindkét tornára.
Az első viadalt 1881-ben rendezték meg, ezzel a világ harmadik legrégibb tenisztornájaként tartják számon Wimbledon és a US Open után. A nők 1892-ben versenyeztek először.

## Megnevezések
| Év          | Férfi                                  | Női                                    |
| ----------- | -------------------------------------- | -------------------------------------- |
| 1881 – 1967 | Canadian Championships                 | Canadian Championships                 |
| 1968 – 1996 | Canadian Open                          | Canadian Open                          |
| 1997 – 2000 | du Maurier Open                        | du Maurier Open                        |
| 2001 – 2004 | Tennis Masters Canada                  | Rogers AT&T Cup                        |
| 2005 – 2019 | Rogers Cup                             | Rogers Cup                             |
| 2021 –      | National Bank Open presented by Rogers | National Bank Open presented by Rogers |

## Döntők (1968 óta)

### Férfi egyes
| Év   | Győztes                              | Ellenfél a döntőben                  | Eredmény a döntőben                  |
| ---- | ------------------------------------ | ------------------------------------ | ------------------------------------ |
| 2025 | Ben Shelton                          | Karen Hacsanov                       | 6–7(5), 6–4, 7–6(3)                  |
| 2024 | Alexei Popyrin                       | Andrej Rubljov                       | 6–2, 6–4                             |
| 2023 | Janik Sinner                         | Alex de Minaur                       | 6–4, 6–1                             |
| 2022 | Pablo Carreño Busta                  | Hubert Hurkacz                       | 3–6, 6–3, 6–3                        |
| 2021 | Danyiil Medvegyev                    | Reilly Opelka                        | 6–4, 6–3                             |
| 2020 | Elmaradt a koronavírus-járvány miatt | Elmaradt a koronavírus-járvány miatt | Elmaradt a koronavírus-járvány miatt |
| 2019 | Rafael Nadal                         | Danyiil Medvegyev                    | 6–3, 6–0                             |
| 2018 | Rafael Nadal                         | Sztéfanosz Cicipász                  | 6–2, 7–6(4)                          |
| 2017 | Alexander Zverev                     | Roger Federer                        | 6–3, 6–4                             |
| 2016 | Novak Đoković                        | Nisikori Kei                         | 6–3, 7–5                             |
| 2015 | Andy Murray                          | Novak Đoković                        | 6–4, 4–6, 6–3                        |
| 2014 | Jo-Wilfried Tsonga                   | Roger Federer                        | 7–5, 7–6(3)                          |
| 2013 | Rafael Nadal                         | Miloš Raonić                         | 6–2, 6–2                             |
| 2012 | Novak Đoković                        | Richard Gasquet                      | 6–3, 6–2                             |
| 2011 | Novak Đoković                        | Mardy Fish                           | 6–2, 3–6, 6–4                        |
| 2010 | Andy Murray                          | Roger Federer                        | 7–5, 7–5                             |
| 2009 | Andy Murray                          | Juan Martín del Potro                | 6–7(4), 7–6(3), 6–1                  |
| 2008 | Rafael Nadal                         | Nicolas Kiefer                       | 6–3, 6–2                             |
| 2007 | Novak Đoković                        | Roger Federer                        | 7–6, 2–6, 7–6                        |
| 2006 | Roger Federer                        | Richard Gasquet                      | 2–6, 6–3, 6–2                        |
| 2005 | Rafael Nadal                         | Andre Agassi                         | 6–3, 4–6, 6–2                        |
| 2004 | Roger Federer                        | Andy Roddick                         | 7–5, 6–3                             |
| 2003 | Andy Roddick                         | David Nalbandian                     | 6–1, 6–3                             |
| 2002 | Guillermo Cañas                      | Andy Roddick                         | 6–4, 7–5                             |
| 2001 | Andrei Pavel                         | Patrick Rafter                       | 7–6, 2–6, 6–3                        |
| 2000 | Marat Szafin                         | Harel Levy                           | 6–2, 6–3                             |
| 1999 | Thomas Johansson                     | Jevgenyij Kafelnyikov                | 1–6, 6–3, 6–3                        |
| 1998 | Patrick Rafter                       | Richard Krajicek                     | 7–6, 6–4                             |
| 1997 | Chris Woodruff                       | Gustavo Kuerten                      | 7–5, 4–6, 6–3                        |
| 1996 | Wayne Ferreira                       | Todd Woodbridge                      | 6–2, 6–4                             |
| 1995 | Andre Agassi                         | Pete Sampras                         | 3–6, 6–2, 6–3                        |
| 1994 | Andre Agassi                         | Jason Stoltenberg                    | 6–4, 6–4                             |
| 1993 | Mikael Pernfors                      | Todd Martin                          | 2–6, 6–2, 7–5                        |
| 1992 | Andre Agassi                         | Ivan Lendl                           | 3–6, 6–2, 6–0                        |
| 1991 | Andrej Csesznokov                    | Petr Korda                           | 3–6, 6–4, 6–3                        |
| 1990 | Michael Chang                        | Jay Berger                           | 4–6, 6–3, 7–6                        |
| 1989 | Ivan Lendl                           | John McEnroe                         | 6–1, 6–3                             |
| 1988 | Ivan Lendl                           | Kevin Curren                         | 7–6, 6–2                             |
| 1987 | Ivan Lendl                           | Stefan Edberg                        | 6–4, 7–6                             |
| 1986 | Boris Becker                         | Stefan Edberg                        | 6–4, 3–6, 6–3                        |
| 1985 | John McEnroe                         | Ivan Lendl                           | 7–5, 6–3                             |
| 1984 | John McEnroe                         | Vitas Gerulaitis                     | 6–0, 6–3                             |
| 1983 | Ivan Lendl                           | Anders Järryd                        | 6–2, 6–2                             |
| 1982 | Vitas Gerulaitis                     | Ivan Lendl                           | 4–6, 6–1, 6–3                        |
| 1981 | Ivan Lendl                           | Eliot Teltscher                      | 6–3, 6–2                             |
| 1980 | Ivan Lendl                           | Björn Borg                           | 4–6, 5–4 (feladta)                   |
| 1979 | Björn Borg                           | John McEnroe                         | 6–3, 6–3                             |
| 1978 | Eddie Dibbs                          | José-Luis Clerc                      | 5–7, 6–4, 6–1                        |
| 1977 | Jeff Borowiak                        | Jaime Fillol Sr.                     | 6–0, 6–1                             |
| 1976 | Guillermo Vilas                      | Wojtek Fibak                         | 6–4, 7–6, 6–2                        |
| 1975 | Manuel Orantes                       | Ilie Năstase                         | 7–6, 6–0, 6–1                        |
| 1974 | Guillermo Vilas                      | Manuel Orantes                       | 6–4, 6–2, 6–3                        |
| 1973 | Tom Okker                            | Manuel Orantes                       | 6–3, 6–2, 6–1                        |
| 1972 | Ilie Năstase                         | Andrew Pattison                      | 6–4, 6–3                             |
| 1971 | John Newcombe                        | Tom Okker                            | 7–6, 3–6, 6–2, 7–6                   |
| 1970 | Rod Laver                            | Roger Taylor                         | 6–0, 4–6, 6–3                        |
| 1969 | Cliff Richey                         | Earl Butch Buchholz                  | 6–4, 5–7, 6–4, 6–0                   |
| 1968 | Ramanathan Krishnan                  | Torben Ulrich                        | 6–3, 6–0, 7–5                        |

### Női egyes
| Év   | Győztes                              | Ellenfél a döntőben                  | Eredmény a döntőben                  |
| ---- | ------------------------------------ | ------------------------------------ | ------------------------------------ |
| 2025 | Victoria Mboko (2)                   | Ószaka Naomi                         | 2–6, 6–4, 6–1                        |
| 2024 | Jessica Pegula (2)                   | Amanda Anisimova                     | 6–3, 2–6, 6–1                        |
| 2023 | Jessica Pegula                       | Ljudmila Szamszonova                 | 6–1, 6–0                             |
| 2022 | Simona Halep (3)                     | Beatriz Haddad Maia                  | 6–3, 2–6, 6–3                        |
| 2021 | Camila Giorgi                        | Karolína Plíšková                    | 6–3, 7–5                             |
| 2020 | Elmaradt a koronavírus-járvány miatt | Elmaradt a koronavírus-járvány miatt | Elmaradt a koronavírus-járvány miatt |
| 2019 | Bianca Andreescu                     | Serena Williams                      | 3–1 feladta                          |
| 2018 | Simona Halep                         | Sloane Stephens                      | 7–6(6), 3–6, 6–4                     |
| 2017 | Elina Szvitolina                     | Caroline Wozniacki                   | 6–4, 6–0                             |
| 2016 | Simona Halep                         | Madison Keys                         | 7–6(2), 6–3                          |
| 2015 | Belinda Bencic                       | Simona Halep                         | 7–6(5), 6–7(4), 3–0 feladta          |
| 2014 | Agnieszka Radwańska                  | Venus Williams                       | 6–4, 6–2                             |
| 2013 | Serena Williams                      | Sorana Cîrstea                       | 6–2, 6–0                             |
| 2012 | Petra Kvitová                        | Li Na                                | 7–5, 2–6, 6–3                        |
| 2011 | Serena Williams                      | Samantha Stosur                      | 6–4, 6–2                             |
| 2010 | Caroline Wozniacki                   | Vera Zvonarjova                      | 6–3, 6–2                             |
| 2009 | Jelena Gyementyjeva                  | Marija Sarapova                      | 6–4, 6–3                             |
| 2008 | Gyinara Szafina                      | Dominika Cibulková                   | 6–1, 6–2                             |
| 2007 | Justine Henin                        | Jelena Janković                      | 7–6(3), 7–5                          |
| 2006 | Ana Ivanović                         | Martina Hingis                       | 6–2, 6–3                             |
| 2005 | Kim Clijsters                        | Justine Henin-Hardenne               | 7–5, 6–1                             |
| 2004 | Amélie Mauresmo                      | Jelena Lihovceva                     | 6–1, 6–0                             |
| 2003 | Justine Henin-Hardenne               | Lina Krasznoruckaja                  | 6–1, 6–0                             |
| 2002 | Amélie Mauresmo                      | Jennifer Capriati                    | 6–4, 6–1                             |
| 2001 | Serena Williams                      | Jennifer Capriati                    | 6–1, 6–7, 6–3                        |
| 2000 | Martina Hingis                       | Serena Williams                      | 0–6, 6–3, 3–0 (feladta)              |
| 1999 | Martina Hingis                       | Szeles Mónika                        | 6–4, 6–4                             |
| 1998 | Szeles Mónika                        | Arantxa Sánchez Vicario              | 6–3, 6–2                             |
| 1997 | Szeles Mónika                        | Anke Huber                           | 6–2, 6–4                             |
| 1996 | Szeles Mónika                        | Arantxa Sánchez Vicario              | 6–1, 7–6                             |
| 1995 | Szeles Mónika                        | Amanda Coetzer                       | 6–0, 6–1                             |
| 1994 | Arantxa Sánchez Vicario              | Steffi Graf                          | 7–5, 1–6, 7–6                        |
| 1993 | Steffi Graf                          | Jennifer Capriati                    | 6–1, 0–6, 6–3                        |
| 1992 | Arantxa Sánchez Vicario              | Szeles Mónika                        | 6–3, 4–6, 6–4                        |
| 1991 | Jennifer Capriati                    | Katerina Maleeva                     | 6–2, 6–3                             |
| 1990 | Steffi Graf                          | Katerina Maleeva                     | 6–1, 6–7, 6–3                        |
| 1989 | Martina Navrátilová                  | Arantxa Sánchez Vicario              | 6–2, 6–2                             |
| 1988 | Gabriela Sabatini                    | Natallja Zverava                     | 6–1, 6–2                             |
| 1987 | Pam Shriver                          | Zina Garrison                        | 6–4, 6–1                             |
| 1986 | Helena Suková                        | Pam Shriver                          | 6–2, 7–5                             |
| 1985 | Chris Evert-Lloyd                    | Claudia Kohde-Kilsch                 | 6–2, 6–4                             |
| 1984 | Chris Evert-Lloyd                    | Alycia Moulton                       | 6–2, 7–6                             |
| 1983 | Martina Navrátilová                  | Chris Evert-Lloyd                    | 6–4, 4–6, 6–1                        |
| 1982 | Martina Navrátilová                  | Andrea Jaeger                        | 6–3, 7–5                             |
| 1981 | Tracy Austin                         | Chris Evert-Lloyd                    | 6–1, 6–4                             |
| 1980 | Chris Evert-Lloyd                    | Virginia Ruzici                      | 6–3, 6–1                             |
| 1979 | Laura DuPont                         | Brigette Cuypers                     | 6–4, 6–7, 6–1                        |
| 1978 | Regina Maršíková                     | Virginia Ruzici                      | 7–5, 6–7, 6–2                        |
| 1977 | Regina Maršíková                     | Marise Kruger                        | 6–4, 4–6, 6–2                        |
| 1976 | Mima Jaušovec                        | Lesley Hunt                          | 6–2, 6–0                             |
| 1975 | Marcie Louie                         | Laura DuPont                         | 6–1, 4–6, 6–4                        |
| 1974 | Chris Evert                          | Julie Heldman                        | 6–0, 6–3                             |
| 1973 | Evonne Goolagong Cawley              | Helga Niessen Masthoff               | 7–6, 6–4                             |
| 1972 | Evonne Goolagong Cawley              | Virginia Wade                        | 6–3, 6–1                             |
| 1971 | Françoise Durr                       | Evonne Goolagong Cawley              | 6–4, 6–2                             |
| 1970 | Margaret Smith Court                 | Rosemary Casals                      | 6–8, 6–4, 6–4                        |
| 1969 | Faye Urban                           | Vicki Berner                         | 6–2, 6–0                             |
| 1968 | Jane Bartkowicz                      | Faye Urban                           | 6–3, 6–3                             |

## Páros győztesek (1982 óta)
| Év   | Férfi páros győztesek                     | Női páros győztesek                                  |
| ---- | ----------------------------------------- | ---------------------------------------------------- |
| 2025 | Julian Cash / Lloyd Glasspool             | Cori Gauff / McCartney Kessler                       |
| 2024 | Marcel Granollers / Horacio Zeballos      | Desirae Krawczyk / Caroline Dolehide                 |
| 2023 | Marcelo Arévalo / Jean-Julien Rojer       | Aojama Súko / Sibahara Ena                           |
| 2022 | Wesley Koolhof / Neal Skupski             | Cori Gauff / Jessica Pegula                          |
| 2021 | Rajeev Ram / Joe Salisbury                | Gabriela Dabrowski / Luisa Stefani                   |
| 2020 | Elmaradt a koronavírus-járvány miatt      | Elmaradt a koronavírus-járvány miatt                 |
| 2019 | Marcel Granollers / Horacio Zeballos      | Barbora Krejčíková / Kateřina Siniaková              |
| 2018 | Henri Kontinen / John Peers               | Ashleigh Barty / Demi Schuurs                        |
| 2017 | Pierre-Hugues Herbert / Nicolas Mahut     | Jekatyerina Makarova / Jelena Vesznyina              |
| 2016 | Ivan Dodig / Marcelo Melo                 | Jekatyerina Makarova / Jelena Vesznyina              |
| 2015 | Bob Bryan / Mike Bryan                    | Bethanie Mattek-Sands / Lucie Šafářová               |
| 2014 | Alexander Peya / Bruno Soares             | Sara Errani / Roberta Vinci                          |
| 2013 | Alexander Peya / Bruno Soares             | Jelena Janković / Katarina Srebotnik                 |
| 2012 | Bob Bryan / Mike Bryan                    | Klaudia Jans-Ignacik / Kristina Mladenovic           |
| 2011 | Michaël Llodra / Nenad Zimonjić           | Liezel Huber / Lisa Raymond                          |
| 2010 | Bob Bryan / Mike Bryan                    | Gisela Dulko / Flavia Pennetta                       |
| 2009 | Mahes Bhúpati / Mark Knowles              | Nuria Llagostera Vives / María José Martínez Sánchez |
| 2008 | Daniel Nestor / Nenad Zimonjic            | Cara Black / Liezel Huber                            |
| 2007 | Mahes Bhúpati / Pavel Vízner              | Katarina Srebotnik / Szugijama Ai                    |
| 2006 | Bob Bryan / Mike Bryan                    | Nagyja Petrova / Martina Navrátilová                 |
| 2005 | Wayne Black / Kevin Ullyett               | Anna-Lena Grönefeld / Martina Navrátilová            |
| 2004 | Mahes Bhúpati / Lijendar Pedzs            | Aszagoe Sinobu / Szugijama Ai                        |
| 2003 | Mahes Bhúpati / Makszim Mirni             | Szvetlana Kuznyecova / Martina Navrátilová           |
| 2002 | Bob Bryan / Mike Bryan                    | Virginia Ruano Pascual / Paola Suárez                |
| 2001 | Jiří Novák / David Rikl                   | Kimberly Po-Messerli / Nicole Pratt                  |
| 2000 | Sébastien Lareau / Daniel Nestor          | Martina Hingis / Nathalie Tauziat                    |
| 1999 | Jonas Björkman / Patrick Rafter           | Jana Novotná / Mary Pierce                           |
| 1998 | Martin Damm / Jim Grabb                   | Martina Hingis / Jana Novotná                        |
| 1997 | Mahes Bhúpati / Lijendar Pedzs            | Yayuk Basuki / Caroline Vis                          |
| 1996 | Patrick Galbraith / Paul Haarhuis         | Larisa Neiland / Arantxa Sánchez Vicario             |
| 1995 | Jevgenyij Kafelnyikov / Andrej Olhovszkij | Brenda Schultz-McCarthy / Gabriela Sabatini          |
| 1994 | Byron Black / Jonathan Stark              | Meredith McGrath / Arantxa Sánchez Vicario           |
| 1993 | Jim Courier / Mark Knowles                | Larisa Neiland / Jana Novotná                        |
| 1992 | Patrick Galbraith / Danie Visser          | Lori McNeil / Rennae Stubbs                          |
| 1991 | Patrick Galbraith / Todd Witsken          | Larisa Neiland / Natallja Zverava                    |
| 1990 | Paul Annacone / David Wheaton             | Betsy Nagelsen / Gabriela Sabatini                   |
| 1989 | Kelly Evernden / Todd Witsken             | Gigi Fernández / Robin White                         |
| 1988 | Ken Flach / Robert Seguso                 | Jana Novotná / Helena Suková                         |
| 1987 | Pat Cash / Stefan Edberg                  | Zina Garrison / Lori McNeil                          |
| 1986 | Chip Hooper / Mike Leach                  | Zina Garrison / Gabriela Sabatini                    |
| 1985 | Ken Flach / Robert Seguso                 | Gigi Fernández / Martina Navrátilová                 |
| 1984 | Peter Fleming / John McEnroe              | Kathy Jordan / Elizabeth Sayers                      |
| 1983 | Sandy Mayer / Ferdi Taygan                | Anne Hobbs / Andrea Jaeger                           |
| 1982 | Steve Denton / Mark Edmondson             | Martina Navrátilová / Candy Reynolds                 |